# ژان لویی اسبیل
ژان لویی اسبیل (انگلیسی: Jean-Louis Sbille; ۱۴ مارس ۱۹۴۸ – ) بازیگر، مجری تلویزیون، نمایشنامه‌نویس، نویسنده، بازیگر تلویزیون و تهیه‌کننده تلویزیونی اهل بلژیک بود. از فیلم‌ها یا برنامه‌های تلویزیونی که وی در آن نقش داشته‌است می‌توان به یک محصول بهشتی، بخت زندگی‌ام، یک قول، خام، تا بهار صبر کن و فراتر از قانون اشاره کرد.